# Дейлі-Сіті (Каліфорнія)
Дейлі-Сіті (англ. Daly City) — місто (англ. city) в США, в окрузі Сан-Матео штату Каліфорнія. Населення — 104 901 особа (2020).

## Географія
Дейлі-Сіті розташоване за координатами 37°42′3″ пн. ш. 122°27′54″ зх. д. / 37.70083° пн. ш. 122.46500° зх. д. (37.700941, -122.464978).  За даними Бюро перепису населення США в 2010 році місто мало площу 19,85 км², уся площа — суходіл.

## Демографія
Згідно з переписом 2010 року, у місті мешкали 101 123 особи в 31 090 домогосподарствах у складі 22 788 родин. Густота населення становила 5095 осіб/км².  Було 32588 помешкань (1642/км²).
Расовий склад населення:
| - 55,6 % — азіатів - 23,6 % — білих - 3,6 % — чорних або афроамериканців - 0,8 % — вихідців з тихоокеанських островів - 0,4 % — корінних американців - 11,1 % — осіб інших рас |

До двох чи більше рас належало 4,9 %. Частка іспаномовних становила 23,7 % від усіх жителів.
За віковим діапазоном населення розподілялося таким чином: 19,4 % — особи молодші 18 років, 67,1 % — особи у віці 18—64 років, 13,5 % — особи у віці 65 років та старші. Медіана віку мешканця становила 38,3 року. На 100 осіб жіночої статі у місті припадало 97,5 чоловіків;  на 100 жінок у віці від 18 років та старших — 95,3 чоловіків також старших 18 років.
Середній дохід на одне домашнє господарство  становив 90 375 доларів США (медіана — 74 449), а середній дохід на одну сім'ю — 97 140 доларів (медіана — 82 331). Медіана доходів становила 47 593 долари для чоловіків та 43 034 долари для жінок. За межею бідності перебувало 9,7 % осіб, у тому числі 11,9 % дітей у віці до 18 років та 8,1 % осіб у віці 65 років та старших.
Цивільне працевлаштоване населення становило 56 219 осіб. Основні галузі зайнятості: освіта, охорона здоров'я та соціальна допомога — 23,1 %, роздрібна торгівля — 13,4 %, мистецтво, розваги та відпочинок — 13,3 %.